# عنفات الرياح المحمولة جوا

مولد الرياح المحمولة جوا على غرار الوجه WING

إن عنفات الرياح المحمولة جوا هو مفهوم التصميم ل عنفات الرياح المعتمدة في الهواء دون أبراج، وحيث يتم الاستفادة من الارتفاع بتحقيق سرعات أعلى ثابتة تقريبا على الارتفاعات العالية، مع تجنب تكلفة بناء الإبراج، أو الحاجة إلى البطانات الداخلية الدائرية أو آليات ياو. وتشمل التحديات التعليق بأمان والحفاظ على العنفات مرتفعة عن الأرض مئات الأمتار في وجود الرياح العاتية والعواصف، وحيث يتم نقل الطاقة المولدة إلى الأرض، والتدخل في الطيران
عنفات الرياح المحمولة جوا تعمل في شبكة ارتفاعات منخفضة أو عالية، بل هي جزء من فئة أوسع من نظام طاقة الرياح المحمولة جوا (AWES) الموجهة طاقة الرياح على ارتفاعات عالية والطاقة المتقاطعة ترك. عندما يكون المولد على سطح الأرض، ثم الطائرات المربوطة ضرورة عدم حمل كتلة مولد أو إيجاد حبل موصل. عندما يكون المولد عاليا، ثم ستستخدم حبل موصل لنقل الطاقة إلى الأرض أو استخدامها عاليا أو لاسلكيا إلى أجهزة الاستقبال باستخدام الميكروويف أو الليزر. طائرة ورقية و 'مروحيات' تنزل عندما يكون هناك عدم كفاية للرياح؛ kytoons ومنطاد المراقبة لحل هذه المسألة. أيضا، سوء الاحوال الجوية مثل البرق أو عواصف رعدية، قد تعلق مؤقتا استخدام الآلات، والمرجح أن تتطلب منهم إعادتها إلى الأرض وتغطية بعض المخططات تتطلب كابل الطاقة أن يكون طويلا، وإذا كانت العنفات عالية بما فيه الكفاية، فإنها تتواجد مناطق الأجواء المحظورة. اعتبارا من عام 2012، لاتوجد عنفات الرياح التجارية المحمولة جوا في التشغيل المعتاد.

## الديناميكا الهوائية المنوعة
في الديناميكا الهوائية المحمولة فإن نظم الطاقة تتعلق على الرياح للحصول على الدعم.

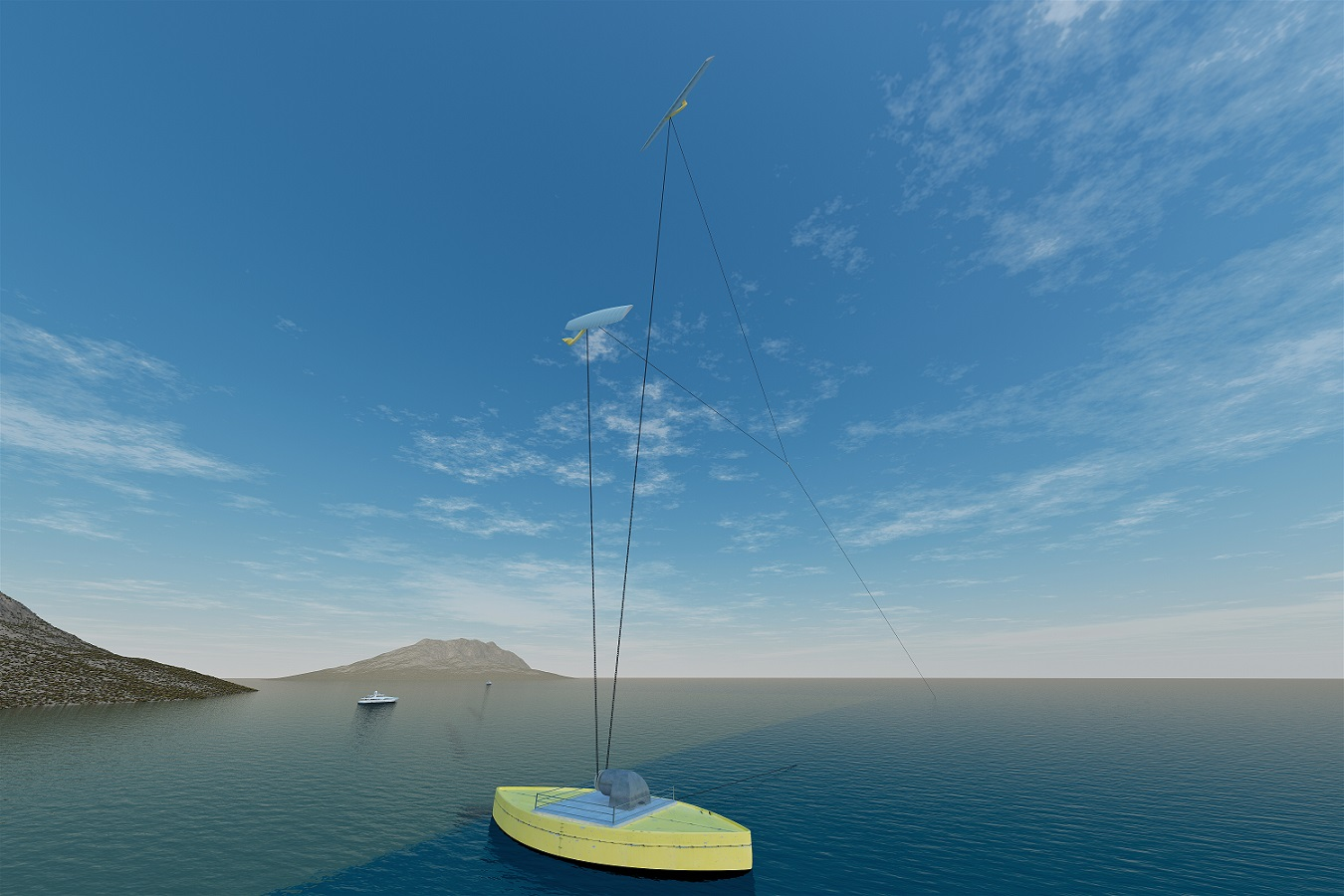
مولد الطائرات الورقية المتقاطعة مع نقل الحركة السريعةا قترح

 مايلز إل. ويد وقام بتحليل كفاءة AWES في عمله «الطاقة المتقاطعة للطائرات الورقية» في عام 1980. إنتاج الطاقة من AWES مع الحركة المتقاطعة الجناح يتناسب مع مربع من نسبة رفع / السحب من الجناح. ويستند هذا AWES على نفس المبادئ الهوائية كما في عنفات الرياح التقليدية (AWES)، لكنه أكثر فعالية بسبب سرعة الهواء مع جعل طول الجناحين ثابتا ومقاومة القوى الهوائية بواسطة حبل من التوتر، بدلا من الانحناء للبرج.
بريان روبرتس، أستاذ الهندسة في جامعة التكنولوجيا في سيدني، أستراليا، اقترح طائرة هليكوبتر مثل التي تسير رحلات إلى الارتفاع 15,000 قدم (4,600 م) وتبقى هناك في مكانها، وترتفع عاليا من قبل الأجنحة التي تولد الرفع من الرياح، والذي يبقيها في المكان بواسطة كابل إلى مرساة أرضية. وفقا لمصمميها، في حين أن بعضا من الطاقة ستكون «ضائعة» في مهب الريح وإن أبقتها على الارتفاع فإن رياحا قوية وثابتة تسمح لها لتوليد الكهرباء المستمر. منذ هبوب الرياح التي تهب عادة أفقيا، فإن العنفات تكون في زاوية أفقية، حيث تقوم بإستغلال الرياح في حين لا يزال توليد الرفع قائما. ويمكن أن يتم عن طريق تغذية الكهرباء إلى العنفات، التي من شأنها أن تحولها إلى المحركات الكهربائية، حيث تسهم في رفع الهيكل إلى السماء.
الهولندي السابق رائد الفضاء والفيزياء وبو Ockels، الذي يعمل مع جامعة دلفت للتكنولوجيا في هولندا، وقد وضعت وأظهرت عنفات الرياح المحمولة جوا وصفه "Laddermill". وتتكون من حلقة لا نهاية لها من الطائرات الورقية. الطائرات الورقية تقوم برفع واحدة من نهاية حلقة لا نهاية لها، («سلم») فوق، ويتم استخدام الطاقة المنطلقة لدفع مولد كهربائي.
A Sept'09 paper من تتبع الكربون المحدودة، وقد أظهرت أيرلندا عامل القدرة من طائرة ورقية باستخدام التوليد الأرضي لتكون 52.2٪، والذي يقارن ايجابيا مع عوامل طاقة الرياح في المزارع الأرضية من 30٪. وقام فريق من معهد البوليتكنيك ورسستر في الولايات المتحدة وقد وضعت على نطاق أصغر ويبلغ حجم إنتاجها بنحو 1 أعرف. فإنه يستخدم إطلاق الطائرات الورقية طائرة ورقية للحث على الحركة الاهتزازية في شعاع التمحور. في KiteGen هو مفهوم متقدم من إيطاليا لآلة تسخير الرياح التي تأخذ الطاقة من الرياح على ارتفاعات عالية يستخدم النموذج المحور الرأسي في العنفات الريحية. فهى خطة مبتكرة (لا تزال في مرحلة البناء) التي تتكون من مزرعة رياح واحدة مع محور دوران رأسي، وتوظف الطائرات الورقية لاستغلال الرياح على ارتفاعات عالية. طائرة ورقية للرياح مولد (KWG) أو تدعى Kitegen للقضاء على جميع المشاكل الأيرودينامية التي تحول دون زيادة الطاقة (من حيث الأبعاد) التي يمكن الحصول عليها من المحور الأفقي لمولدات عنفات الرياح التقليدية. سوف تبقى معدات التوليد على الأرض، وتكون الجنيحات مدعمة فقط بواسطة الرياح. أن مثل هذه المحطة لطاقة الرياح تكون قادرة على إنتاج ما يعادل طاقة محطة نووية، في حين تستخدم مساحة بضعة كيلومترات مربعة، (غالبية هذا المجال لا يزال من الممكن إستخدامه في الزراعة، أو الملاحة في حالة تثبيته في الخارج.)
المائرة الورقية الدوارة تم تطويرها وهي من أفكار جياني فيرجنانو. ويستخدم السمات الأيرودينامية مماثلة للطائرات الورقية التي تم تدويرها على محاور خاصة بهم، لتحاكي أداء المروحة. وتستخدام مبدأ التناوب، حيث يبسط مشكلة فحص الطائرة من الطائرات الورقية ويزيل الصعوبات بسبب أطوال الكابلات، مما يتيح إنتاج طاقة الرياح بتكلفة منخفضة. الطاقة المتولدة من طائرات الهليكوبتر هو مشروع جياني فيرجنانو تستخدم طائرات مثبتة بأحبال.